# Riet Hoogland
Pietertje Maria (Riet) Hoogland (Schiedam, 20 september 1920 - Auckland, 24 augustus 1970) was een schrijfster en een gevangene in het 'Oranjehotel' waar ze een zogenaamde gangloopster was. 

## Levensloop
Ze was dochter van Wouter Hoogland en Hendrikje Fransen, wonende aan de Oudendijk.
In 1940 werkte Hoogland op een administratiekantoor van Van Heek, een textielfabriek in Enschede waar zij samen met Emmy Naarding een kritisch gedicht over het bombardement op Rotterdam schreef, op haar werkplek. Het gedicht bereikte uiteindelijk haar manager die lid was van de NSB en deze stapte ermee naar de Duitsers. Als gevolg daarvan werden zij op beschuldiging van een 'politieke misdaad' opgesloten in een politiecel voor zes weken, totdat het Feldgericht in november het oordeel velde dat de werknemers  allemaal gevangenisstraf kregen opgelegd. Hoogland, die het 'Hetzschrift' had uitgedeeld en tijdens de zitting geen berouw toonde, kreeg de zwaarste straf van zes maanden cel. In januari 1941 werd ze overgebracht naar de Polizeigefängnis Scheveningen, ook bekend als het 'Oranjehotel'. In haar rol als "gangloopster" hielp ze de Duitse bewakers door eten uit te delen, schoon te maken en andere taken uit te voeren. Door deze functie had ze veel meer interactie met andere gevangenen dan haar medegevangenen. In deze functie zorgde ze voor het uitwisselen van informatie tussen de gevangenen. Zo konden bijvoorbeeld de verzetsmensen die er vast zaten hun verhaal afstemmen.
Tijdens haar gevangenschap in het 'Oranjehotel' hield Hoogland in het diepste geheim een dagboek bij op kleine stukjes wc-papier. Bij haar vrijlating slaagde ze erin om de propjes papier in haar korset naar buiten te smokkelen. Na haar vrijlating werkte ze haar aantekeningen en herinneringen uit tot een manuscript. Er is een documentaire over het dagboek gemaakt met de titel Het geheime oorlogsdagboek van Riet Hoogland, uitgezonden op NPO 1 en NPO 2 in september 2019.
Na haar vrijlating werd ze op 16 juni 1941 onthaald als een heldin bij haar ouderlijk woning aan de Olieslagweg in Enschede. Hoogland was toen 23 jaar oud. Vlak na haar aankomst in Enschede werd de stad gebombardeerd. Hoogland vertrok na de oorlog naar Parijs waarna ze op 11 januari 1953 naar Auckland emigreerde waar zij een relatie kreeg met Coral Trimmer. Samen begonnen ze een vertaalbedrijf omdat Hoogland vijf talen sprak. Hoogland overleed op 49-jarige leeftijd aan kanker.